# Culpeper
Culpeper és una població dels Estats Units a l'estat de Virgínia. Segons el cens del 2000 tenia 9.664 habitants.

## Demografia
Segons el cens del 2000, Culpeper tenia 9.664 habitants, 3.933 habitatges, i 2.442 famílies. La densitat de població era de 554,4 habitants per km².
Dels 3.933 habitatges en un 32,3% hi vivien nens de menys de 18 anys, en un 40,8% hi vivien parelles casades, en un 16,2% dones solteres, i en un 37,9% no eren unitats familiars. En el 31,3% dels habitatges hi vivien persones soles el 12,2% de les quals corresponia a persones de 65 anys o més que vivien soles. El nombre mitjà de persones vivint en cada habitatge era de 2,39 i el nombre mitjà de persones que vivien en cada família era de 2,97.
Per edats la població es repartia de la següent manera: un 25,7% tenia menys de 18 anys, un 10% entre 18 i 24, un 30,3% entre 25 i 44, un 19% de 45 a 60 i un 15% 65 anys o més.
L'edat mediana era de 35 anys. Per cada 100 dones de 18 o més anys hi havia 82,9 homes.
La renda mediana per habitatge era de 35.438 $ i la renda mediana per família de 41.894 $. Els homes tenien una renda mediana de 28.658 $ mentre que les dones 25.252 $. La renda per capita de la població era de 16.842 $. Entorn del 13% de les famílies i el 16,9% de la població estaven per davall del llindar de pobresa.

## Poblacions més properes
El següent diagrama mostra les poblacions més properes.